# Glebovka (Vladímir)
|  | Per a altres significats, vegeu «Glebovka». |

Glebovka (en rus: Глебовка) és un poble de l'óblast de Vladímir, a Rússia, segons el cens del 2010 tenia 28 habitants. Pertany al districte municipal de Múrom.